# مارتن فينجان
مارتن فينجان (بالإنجليزية: Martin Finnegan)‏ مواليد 8 أكتوبر 1979 في مقاطعة دبلن، جمهورية أيرلندا - الوفاة 3 مايو 2008 في مقاطعة أرما، أيرلندا الشمالية، كان متسابق دراجات نارية أيرلندي. نافس في كأس جزيرة مان السياحية. توفي إثر حادث تعرض له أثناء السباق بعد تعطل المكابح الأمامية.